# Olga Kórbut
Olga Kórbut (en belarús, Вольга Корбут; en rus, Ольга Корбут) (Hrodna, Unió Soviètica, 16 de maig de 1955) és una gimnasta artística soviètica, ja retirada, guanyadora de sis medalles a la dècada del 1970.
Korbut es va retirar de la gimnàstica l'any 1977 als 22 anys, considerada jove per les gimnastes de l'època, però la seva influència i llegat en la gimnàstica van ser de gran abast. Les actuacions olímpiques de Korbut de 1972 l'acrediten àmpliament com a redefinició de la gimnàstica, canviant l'esport d'emfatitzar el ballet i l'elegància a l'acrobàcia, així com el canvi de la gimnàstica d'un esport nínxol a un dels esports més populars del món. Va emigrar als Estats Units l'any 1991, on viu i entrena gimnastes, i es va nacionalitzar l'any 2000.

## Biografia
Va néixer el 16 de maig de 1955 a la ciutat d'Hrodna, població situada en aquells moments a la República Socialista Soviètica de Belarús (Unió Soviètica) i que avui dia forma part de l'estat de Belarús. Era filla de Valentin i Valentina Korbut. Després de la Segona Guerra Mundial, la família es va traslladar a Hrodna des de Dubniaki (petita ciutat prop de Kalinkavitxi).
Va començar a entrenar als 8 anys i va entrar a una escola esportiva bielorussa dirigida per l'entrenador Renald Knish als 9 anys. Allà, la primera entrenadora de Korbut va ser Elena Voltxetskaia, medallista d'or olímpica (1964), però va ser traslladada al grup de Knish un any després. Inicialment la va trobar mandrosa i capritxosa, però també va veure potencial en el seu gran talent, la seva columna vertebral inusualment flexible i el seu carisma. Amb ell, va aprendre un difícil salt cap enrere a la barra d'equilibri. Va debutar en una competició a l'URSS el 1969. El mateix any, Korbut va completar un backflip-to-catch a les barres desiguals; aquest va ser el primer moviment de llançament cap enrere realitzat per una dona a les barres.
Va acabar cinquena a la primera competició als campionats de l'URSS de 1969, on se li va permetre competir quan tenia 14 anys. L'any següent, va guanyar una medalla d'or al salt sobre cavall. A causa d'una malaltia i una lesió, no va poder competir en moltes de les competicions abans dels Jocs Olímpics d'Estiu de 1972.
Estigué casada amb el músic Leonid Bortkevich, membre del grup de folk Pesniary, amb el qual emigrà als Estats Units el 1990. Es divorcià de Bortkevich l'any 2000.
Té un fill anomenat Richard Bortkevich i actualment està casada amb Alex Voinich.

## Carrera esportiva

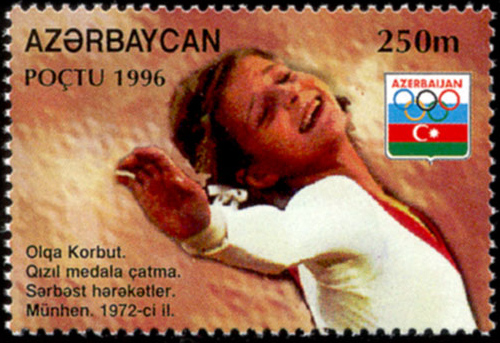
Olga Korbut als Jocs Olímpics de 1972 amb un segell de l'Azerbaidjan

Va participar, als 17 anys, en els Jocs Olímpics d'Estiu de 1972 realitzats a Múnic (Alemanya Occidental), on va aconseguir guanyar la medalla d'or en la prova per equips; i, sorprenentment, en les d'exercici de terra i barra d'equilibris, va quedar en la primera posició per davant de la gran favorita Liudmila Turíxtxeva. En aquests mateixos Jocs aconseguí guanyar la medalla de plata en la prova de barres asimètriques, i finalitzà cinquena en la prova de salt sobre cavall i setena en la prova individual, amb les quals guanyà sengles diplomes olímpics. L'acrobàcia de Kórbut i la gimnàstica oberta d'alt nivell li van donar molta fama. Fins al dia d'avui, el back tuck i el Korbut flip segueixen sent molt populars (la campiona del món del 2003, Fan Ye, va actuar en ambdues a la seva rutina).
Durant els Jocs Olímpics, Kórbut va ser una de les favorites per a tot arreu després de la seva dinàmica actuació a la competició per equips, no obstant això, va perdre tres vegades a les barres i el títol va ser per a la seva companya d'equip Liudmila Turíxtxeva. Dit això, Kórbut va guanyar tres medalles d'or per a la barra d'equilibri, l'exercici de terra i les competicions per equips. En un dels finals més polèmics de tots els temps, va guanyar una medalla de plata en les barres asimètriques. El primer intent de Kórbut amb la seva rutina de barres asimètriques es va veure afectat per uns quants errors que gairebé van acabar amb les seves possibilitats de guanyar una medalla d'or en el conjunt. L'endemà, Kórbut va repetir la mateixa rutina a les finals de l'esdeveniment, encara que aquesta vegada amb èxit. Després que els taulers mostressin una puntuació de 9,8, el públic va començar a xiular i cridar comentaris vulgars als jutges en desaprovació, creient que la seva puntuació era massa baixa. Això va durar uns quants minuts, però els jutges es van negar a canviar la seva puntuació.
Quan Olga Korbut va capturar la imaginació del món en el seu camí cap a tres medalles d'or als Jocs Olímpics de Múnic de 1972, va ser pionera en l'essència de la gimnàstica moderna: un art encantador combinat a la perfecció amb unes acrobàcies impressionants i atrevides..
Kórbut és famosa per les seves barres asimètriques i rutines de barra d'equilibri, així com per les seves actuacions carismàtiques que van captivar el públic. L'any 1973, va guanyar els Jocs d'Estudiants Rússia i Mundials (és a dir, la Universitat), i una medalla de plata en la prova general als Campionats d'Europa.
Als Jocs Olímpics d'Estiu de 1976 a Montreal, entrenadors i oficials soviètics havien designat Kórbut com la dona que podria vèncer la prodigi romanesa, Nadia Comăneci, però Korbut es va lesionar i les seves actuacions als jocs van ser inferiors. Va ser eclipsada no només per Comăneci, sinó també per la seva pròpia companya d'equip Nel·li Kim. Va recollir una medalla d'or per equips i una de plata individual per a la barra d'equilibri.

## Jubilació i vida després dels Jocs Olímpics
Kórbut es va graduar a l’Institut Pedagògic de Hrodna el 1977, es va convertir en professora, i després es va retirar de la competició de gimnàstica. Es va casar amb Leonid Bortkevitx, que era membre de la banda de folk belorussa Pesniari. La parella va tenir un fill, Richard, nascut el 1979. El 1988 Kórbut es va convertir en la primera gimnasta a ser incorporada al Saló de la Fama de la Gimnàstica Internacional.
El 1991, ella i la seva família van emigrar als Estats Units, perquè estaven preocupats pels efectes de la catàstrofe de Txernòbil a Belorússia. Es van establir a Nova Jersey, on va ensenyar gimnàstica. Es van traslladar a Geòrgia dos anys després, on va continuar entrenant. Kórbut i Bortkevitx es van divorciar l'any 2000; es va convertir en ciutadana dels Estats Units el mateix any. El 2002 Korbut es va traslladar a Scottsdale, Arizona, per ser entrenadora en cap de Scottsdale Gymnastics and Cheerleading. Korbut es va enfrontar a Darva Conger en un episodi de Celebrity Boxing que es va emetre el 22 de maig de 2002. Conger va guanyar per decisió unànime. Des de llavors ha treballat amb alumnes de gimnàstica particulars i ha fet xerrades motivacionals.
Korbut va viatjar a Londres per als Jocs Olímpics d'Estiu de 2012. Va veure les competicions de gimnàstica a la North Greenwich Arena, proporcionant comentaris a través de Twitter i Facebook. Durant els Jocs Olímpics, la Royal Opera House va acollir una exposició que va crear amb el Museu Olímpic de Lausana, Suïssa, titulada The Olympic Journey, The Story of the Games. A més d'artefactes històrics, l'exposició presentava les històries personals de 16 medallistes olímpics, inclòs Korbut. Korbut va celebrar el 40è aniversari de les seves victòries olímpiques amb una aparició a l'exposició el 3 d'agost. Va dir: «Ni tan sols m'esperava això. Estic molt honrada d'estar aquí». ç
El 2017, Korbut va vendre les seves medalles olímpiques de 1972 i 1976 en 32 lots (inclosos dos ors i una plata dels Jocs Olímpics de Munic) que van aconseguir 333.500 dòlars a Heritage Auctions.
El 1999, va parlar de la suposada agressió sexual i violació que va patir a mans del seu entrenador, Renald Knish, cosa que ell va negar. Korbut va declarar: «La veritat és que molts dels gimnastes no eren només màquines esportives sinó esclaus sexuals del seu entrenador. No només érem gimnastes potencials, sinó futures concubines per a ell». Més tard, el 2018, Korbut va aparèixer en un programa de televisió en què va tornar a parlar de diversos incidents en què va al·legar que el seu entrenador la va agredir sexualment. Com a resultat que Korbut es va pronunciar públicament, diverses altres gimnastes que també s'havien entrenat amb Knish van parlar d'incidents similars a les al·legacions de Korbut.
El 2021, Korbut va ser nomenada per la Carnegie Corporation de Nova York com a homenatjada del Great Immigrants Award.

## Llegat
Al llarg de la seva carrera esportiva guanyà sis medalles en el Campionat del Món de gimnàstica artística, dues de les quals d'or, i una en el Campionat d'Europa.

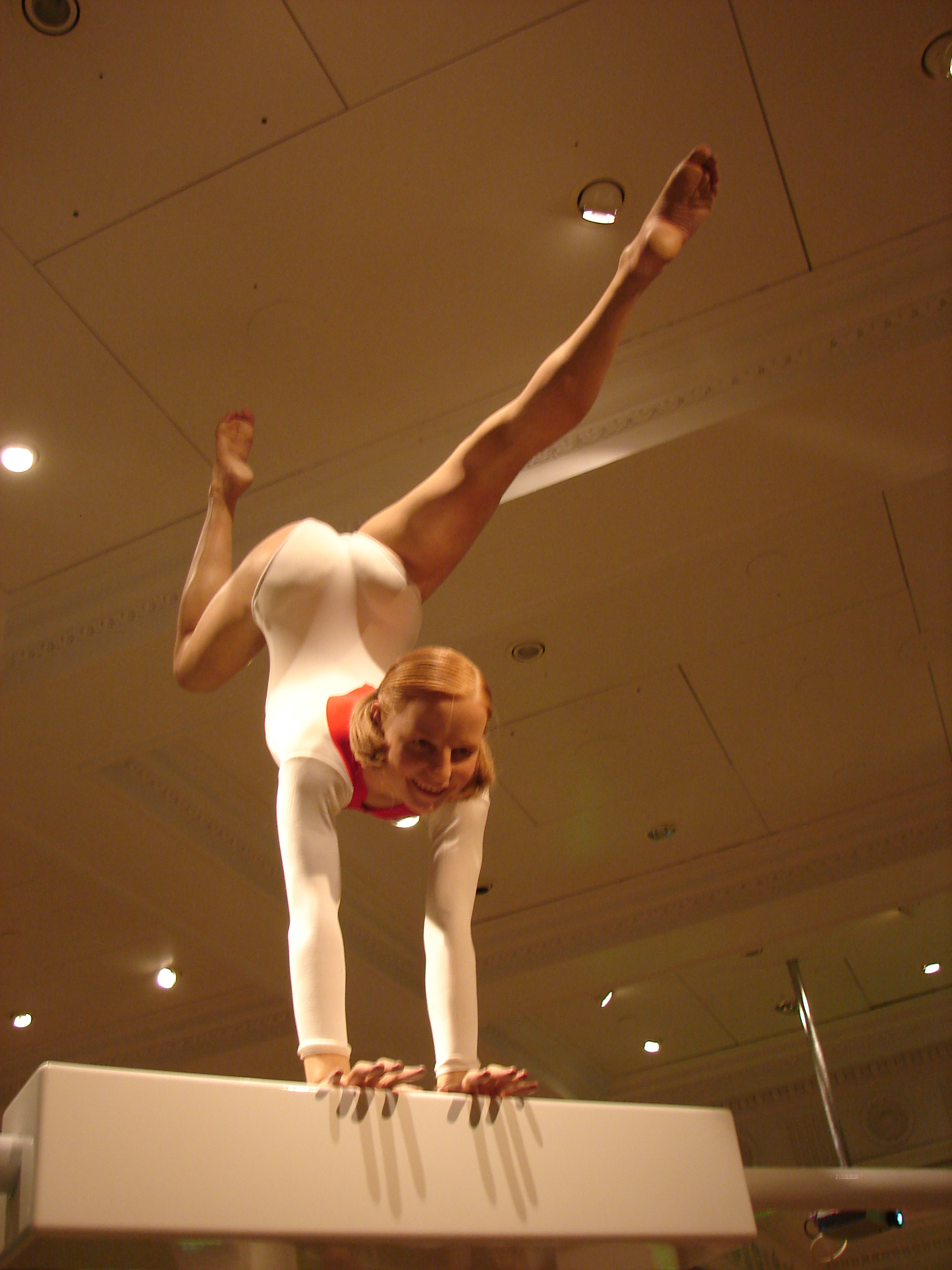
Una figura de cera de Korbut al Madame Tussauds de Londres

Korbut, que ha guanyat quatre medalles d'or olímpiques, és coneguda pel seu moviment, el Korbut flip, un backflip realitzat a les barres paral·leles desiguals, començant des d'una posició de peu a la barra alta i després agafant la mateixa barra des de baix per sota del gronxador. També va aconseguir el gir de la barra d'equilibri de 4 polzades a la posició a cavall i més tard el flip va aterrar sobre els seus peus. El nom de Korbut des que va ser la primera a realitzar aquesta habilitat en una competició internacional l'any 1972, el moviment és il·legal segons el Codi Olímpic de Punts.
Després de la competició olímpica de 1972, també va conèixer el president dels Estats Units, Richard Nixon, a la Casa Blanca. Sobre la reunió, Korbut va dir: «Em va dir que la meva actuació a Munic va fer més per reduir la tensió política durant la Guerra Freda entre els nostres països del que les ambaixades van poder fer en cinc anys». A més de donar a conèixer molt la gimnàstica a tot el món, també va contribuir a un canvi marcat en el tenor de l'esport en si. Abans de 1972, els atletes eren generalment més grans i es centrava en l'elegància més que en l'acrobàcia. En la dècada posterior al debut olímpic de Korbut, l'èmfasi es va invertir. Korbut, als seus Jocs Olímpics de medalla d'or de 1972, (1,50 m i 37 kg) va exemplificar la tendència deliberada i decidida cap a dones més petites en aquest esport.
El seu resultat olímpic de 1972 li va valer el títol d'atleta de l'any de la BBC Overseas Sports Personality of the Year i el títol de Wide World of Sports d'ABC. En una enquesta del Regne Unit realitzada per Channel 4 l'any 2002, el públic va votar Olga Korbut encanta el món número 46 a la llista dels 100 millors moments esportius.
Amb la seva demostració d'art i gràcia, Korbut, juntament amb Nadia Comăneci, va portar a l'esport una popularitat sense precedents a principis i mitjans dels anys setanta, atributs que ara es veuen com un art perdut en la gimnàstica amb l'atletisme prevalent. «Lost art: Powerhouse physiques winning out over spellbinding grace».  [Consulta: 8 gener 2022]. A diferència de Nadia Comaneci i Olga Korbut, les gimnastes modernes com Simone Biles es premien més pel seu atletisme que pel seu art... l'art fascinant que no només va donar nom a l'esport, sinó que li va donar fama mundial..</ref>